# Del mar (canción)
«Del Mar» es una canción del cantante puertorriqueño Ozuna, la cantante y rapera estadounidense Doja Cat y la cantautora australiana Sia. La pista fue lanzada como parte del cuarto álbum de estudio de Ozuna, ENOC, el 4 de septiembre de 2020, y luego se envió a la radio como el sexto sencillo del álbum en octubre de 2020. Sobre un instrumental de reguetón, los cantantes actúan en versos que alternan entre el español y el inglés. Fue la primera canción y colaboración en español para Sia y Doja Cat.

## Antecedentes y lanzamiento
La canción fue mencionada por primera vez por Sia en una entrevista de agosto de 2020 con Open House Party ; declaró que tenía una colaboración programada con Ozuna y Doja Cat. En una entrevista con Billboard, Ozuna reveló que Doja Cat y Sia le enviaron sus voces para la pista en menos de 24 horas después de que él preguntara, y le permitieron hacer con ellos lo que quisiera. "Del Mar" fue lanzado el 4 de septiembre de 2020, sin anuncio previo, como parte del álbum ENOC de Ozuna. En octubre de 2020, la pista se lanzó como sencillo después de haber sido transmitida a la radio rítmica en los Estados Unidos.

## Recepción de la crítica
Jessica Roiz de Billboard describió la canción como "conmovedora" y "parecida a una fantasía", mientras que Leila Cobo, de la misma publicación, la describió como "hermosa" y "teñida de una isla". Diego Oritz de Rolling Stone también la consideró una "canción de amor para los vagabundos de la playa" y escribió que es un excelente ejemplo de cómo "el trap latino y el hip-hop se combinan armoniosamente con ritmos caribeños nativos como el dembow, el dancehall, la soca y el reggaetón" en ENOC.

## Video musical
El video musical oficial de «Del mar», dirigido por Nuno Gomes, fue lanzado el 15 de octubre de 2020. Presenta a Ozuna y Doja Cat, así como a Sia en forma de holograma de ninfa de agua, tiene lugar bajo el mar y está cargado de efectos especiales. Los críticos señalaron que el video se inspiró en los largometrajes Atlantis: El imperio perdido y The Little Mermaid (ambas distribuidas por Disney). El video recibió una nominación a Video musical favorito en los Latin American Music Awards 2021.

## Presentaciones en vivo
Ozuna promocionó el sencillo interpretándolo en su Tiny Desk Concert con NPR, así como en Jimmy Kimmel Live! junto a Doja Cat.

## Posicionamiento en listas
| Listas (2020–2021)                                | Mejor posición |
| ------------------------------------------------- | -------------- |
| Bélgica (Valonia) (Ultratip Bubbling Under)       | 11             |
| Estados Unidos (Billboard Bubbling Under Hot 100) | 20             |
| Estados Unidos (Hot Latin Songs)                  | 10             |
| Estados Unidos (Rhythmic)                         | 34             |
| Francia (SNEP)                                    | 31             |
| Billboard Global 200                              | 101            |
| Nueva Zelanda (RMNZ)                              | 36             |
| Rumania (Airplay 100)                             | 69             |
| España (PROMUSICAE)                               | 16             |
| Suiza (Schweizer Hitparade)                       | 51             |

## Certificaciones
| País                | Certificación | Ventas |
| ------------------- | ------------- | ------ |
| España (PROMUSICAE) | 2 x Platino   | 80,000 |

## Historial de versiones
| Región         | Fecha                 | Formato                | Sello       | Ref.  |
| -------------- | --------------------- | ---------------------- | ----------- | ----- |
| Italia         | 9 de octubre de 2020  | Contemporary hit radio | Sony        | [ 2 ] |
| Estados Unidos | 13 de octubre de 2020 | Radio rítmica          | The Orchard | [ 3 ] |